# Parker Griffith
Parker Griffith, född 6 augusti 1942 i Shreveport i Louisiana, är en amerikansk politiker. Han var ledamot av USA:s representanthus 2009–2011. Griffith representerade Alabamas femte kongressdistrikt och bytte parti från Demokratiska partiet till Republikanska partiet mitt i mandatperioden. Efter tiden i kongressen har han blivit demokrat på nytt efter en kort period som obunden.
Griffith studerade 1962–1964 vid Loyola University. Han avlade 1966 kandidatexamen och 1970 läkarexamen vid Louisiana State University.
Griffith kandiderade 2004 i borgmästarvalet i Huntsville i Alabama, men förlorade mot ämbetsinnehavaren Loretta Spencer. Griffith var ledamot av delstatens senat 2006–2008. Han besegrade republikanen Wayne Parker i kongressvalet i USA 2008. Den 22 december 2009 tillkännagav Griffith att han byter parti, från det demokratiska till republikanska.
Demokraterna i Alabama nominerade Griffith i guvernörsvalet 2014 och han förlorade stort mot ämbetsinnehavaren Robert J. Bentley.